# 요한 엘레르트 보데
요한 엘레르트 보데(Johann Elert Bode, 1747년 1월 19일 ~ 1826년 11월 13일)는 독일의 천문학자이다. 1786년 베를린 천문대장을 지냈으며, 1774년 〈베를린 천문 연감〉을 창간하였다. 또 티티우스가 발견한 혜성의 평균 거리에 관한 실험적 법칙인 '티티우스-보데의 법칙'을 세웠다. 20장으로 이루어진 그의 성좌도에는 1만 7,241개의 별이 들어가 있다고 한다. 저서로 《베를린 기상 연보》, 《독일의 천체력》등이 있다.

## 참고 자료
- 이 문서에는 다음커뮤니케이션(현 카카오)에서 GFDL 또는 CC-SA 라이선스로 배포한 글로벌 세계대백과사전의 내용을 기초로 작성된 글이 포함되어 있습니다.